# Ramaz Nozadze
Ramaz Nozadze (n. 16 octombrie 1983, Tbilisi, Republica Sovietică Socialistă Gruzină, URSS) este un luptător ce a reprezentat Georgia, medaliat olimpic. A participat la 2 ediții ale Jocurilor Olimpice (2004, 2008) în care a câștigat o medalie de argint.